# 17029 Cuillandre
17029 Cuillandre è un asteroide della fascia principale. Scoperto nel 1999, presenta un'orbita caratterizzata da un semiasse maggiore pari a 2,8292071 UA e da un'eccentricità di 0,0606552, inclinata di 1,52702° rispetto all'eclittica.